# Holsteinsbjörnbär
Holsteinsbjörnbär (Rubus macrothyrsus) är en rosväxtart som beskrevs av Johan Martin Christian Lange. Enligt Catalogue of Life ingår Holsteinsbjörnbär i släktet rubusar och familjen rosväxter, men enligt Dyntaxa är tillhörigheten istället släktet rubusar och familjen rosväxter. Arten har ej påträffats i Sverige. Inga underarter finns listade i Catalogue of Life.